# 神戸層群
神戸層群（こうべそうぐん）は、淡路島北部から現在の神戸市西区、須磨区から淡河、吉川、三田あたりまでの北神地区周辺を中心として広がる地域に、新生代古第三紀始新世末から漸新世にかけて形成された地層。保存の良い海生・淡水貝化石や陸生植物の葉や材化石が産出することで広く知られる。

## 概要
現在の淡路島北部の一部より、六甲山の西端に沿うように、塩屋（垂水区）、名谷・白川（須磨区）、丸山（長田区）、鈴蘭台・藍那（北区）あたりまで、ほぼ南北に伸び、その後、東は三田から西は加東市、三木市付近に翼を広げるように東西に広がる六甲山と丹生山系にはさまれた大きな丘陵地帯に広く分布。丹生山系は神戸層群ができたあとに隆起し、できた山である。
かつて、この一帯には古神戸湖と名づけられている巨大な湖があり、現在の神戸市須磨区、北区あたりから三田周辺にまで水をたたえていた。湖にたまった火山灰がかたまってできた凝灰岩と泥岩、また河原に堆積した砂や礫が固まることによりできた砂岩、礫岩により構成される。基本的に、凝灰岩、泥岩、砂岩、礫岩の4層からなり、全体に白っぽい色をしているのが特徴。白い凝灰岩の分厚い地層が幾重にも重なっており、完全な形の植物化石を多く含む。
長く神戸層群の年代はおよそ1600万年前から1500万年前であると考えられてきたが、1996年、通商産業省工業技術院地質調査所の研究結果により、淡路島北部に分布する岩屋層のみが約1600万年前から1500万年前（中期中新世）で、神戸市西部から三田市付近の神戸層群は約3700万年前から3100万年前（後期始新世から前期漸新世）の地層であるとされた。
2000年には大阪市立大学の山本裕雄、石油資源開発の栗田裕司、兵庫県立人と自然の博物館の松原尚志の3名による共同研究の末、淡路島北部の神戸層群の年代がさらに古く3800万年前から3500万年前（中期始新世末から後期始新世）であるとされた（日本地質学会の学会誌「地質学雑誌」第103巻第5号）。これは、野島鍾乳洞の近くの北淡町野島常磐北方の岩屋層で採集された試料の石灰質ナンノ化石および渦鞭毛藻化石の2種類の植物プランクトン化石の分析にて、時代決定に有意義なな石灰質ナンノ化石、渦鞭毛藻化石がそれぞれ3種発見され、それらの年代から明らかになったものである。またこの結果より神戸市西部や三田市周辺一帯は、サイの仲間のアミノドン類が生息するような環境である湖や湿地帯で、淡路島付近は海であったことが分った。

### 累層
神戸層群を形成する累層は以下の通りである（それぞれ、以下の累層が下から上に重なっている。数字は地層の厚み）。
神戸地域
- 多井畑累層 約90m
- 白川累層 約120m
- 藍那累層 約70m

三田地域
- 有野累層 約175m
- 吉川累層 約180m
- 淡河累層 約190m

### 命名
最初に神戸層群の本格的な研究を始めた古生物学者鹿間時夫による。鹿間は1938年（昭和13年）に地質学の雑誌上で論文「神戸層群とその植物群」を発表しており、その中で「神戸層群とは明石海峡付近に発達する第三紀層に対して筆者の与えた名称である」と記している。
その後の研究により、この層が三田から三木にいたる広大なものであることが判明し研究が進んだが、これらすべての地域の地層を含め神戸層群とよばれる。

## 神戸層群の化石

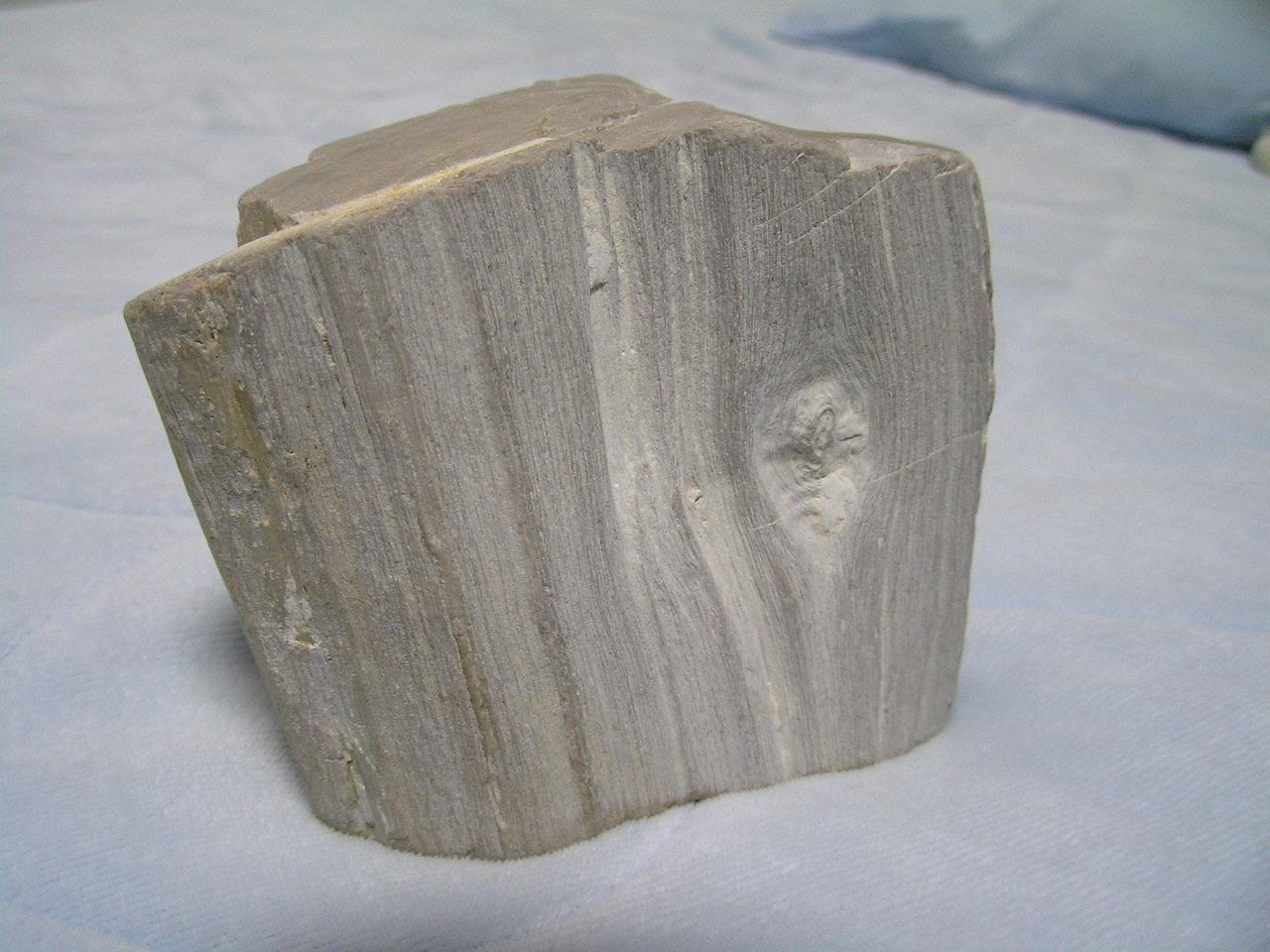
神戸層群が分布する三田市で産出した珪化木

### 種類・年代
神戸層群の化石のほとんどは古神戸湖が存在していたことからも分るように、陸に分布していた植物の葉が中心である。しかし多井畑累殻は海の貝の化石が多く産出していることから、古神戸湖よりも南側一帯までは海であったと考えられている。気候は亜熱帯的気候から温帯的気候に移行しかけていた時期にあたり現在よりも温暖であったと考えられている。日本列島の位置も形状も現在とは大きく異なり、最近の古地磁気学では、1600～1500万年前の日本列島はアジア大陸に現在とは異なりほとんど隣接するように位置し、そのころより日本列島がゆっくりと時計回りに移動を開始し始めた。
当時は亜熱帯的な気候から、現在のような四季の区別が鮮明な温帯的な気候へと移行しつつある時期だと考えられている。現在よりも温暖であったことから、当時の植物相には、中国南部から台湾にかけ分布する亜熱帯性のアデク属、コウヨウザン属、シマモミ属、シュロ属、ヒノキバヤドリギ属、ビロウ属、フウ属、メタセコイア属と現在の温帯地方に分布するカエデ属、ケヤキ属、コナラ属、ナナカマド属、ブナ属の大きく2つの種類に分けられる。特に葉の長さが20cmを超えるものもある絶滅したヨコヤマヌマミズキ、チュウシンフウやメタセコイアなども普通に見られる。保存状態が非常に良く、細やかな葉脈まではっきりと見える化石も多い。最近になり、神戸市北区にて大型のサイの仲間である、ザイサンアミノドンと見られる化石が発見された。
化石の年代は、測定方法により差異が出るが、カリウムーアルゴン法による年代測定で1500万年前後、フィッショントラック法での年代測定では3140万年±190万年前の結果を得ており、正確な年代は特定されていなかったが、最近の研究の成果により神戸層群そのものは約3500万年前のものと推測されている。これらの化石もこの当時に網状河川で堆積したものと考えられるようになってきた。

### 採集場所
「白川峠の木の葉石」と呼び習わされ、古くより神戸市須磨区の白川峠の西の県道16号線北側一帯には、きれいな木の葉の化石が採集できることで海外にまで広く知られていた。ほとんどが真っ白に近い凝灰岩の化石である。現在、阪神高速北神戸線、白川ジャンクション建設による大規模な開発や乱獲により採集される場所は限られているが、現在でも「しあわせの村」（神戸市北区）キャンプ場より伊川へ降りた辺りに採集できる場所がある。1960年代の神戸市北区の星和台あたりの宅地開発がさかんであった当時は、神戸市立鵯越墓園北出入り口周辺から現在の星和台あたり一帯は、歩けばどこにでも植物化石がごろごろ足元に転がっていたほどである。また須磨区獅子ヶ池から奥に歩けば現在の神戸市北区ひよどり台3丁目の小さな山池の池岸の露頭にも多く産出された。その他、藍那（神戸市北区）、木津（神戸市西区）あたりにも観察される露頭は存在する。
淡路島では、岩屋の絵島に貝の化石が見られるが、採集禁止となっているが観察はできる。
現在では、かつて宅地開発に伴う造成工事現場で多く採集された場所もすでに住宅地となり、新たな造成地が出現しない限りは新しい採集地は望めないが、造成地の多くは立ち入り禁止であるため、採集できる場所は極端に限られている。

#### 代表的な採集場所
神戸市北区山田町小河（新生代古第三紀漸新世）
メタセコイヤの化石など
神戸市須磨区白川（新生代古第三紀漸新世）
ブナ類、シダ類の化石など
神戸市垂水区奥畑（新生代古第三紀漸新世）
ブナ類、ヤシ類など